# Cyberpunk
Il cyberpunk è un genere narrativo che trae spunto dalla critica alla possibilità di un pericoloso sviluppo senza limite della tecnologia e di un controllo capillare dell'individuo da parte di una società oppressiva, reinterpretandoli in chiave fantastica e trasponendoli in un ipotetico mondo futuro.

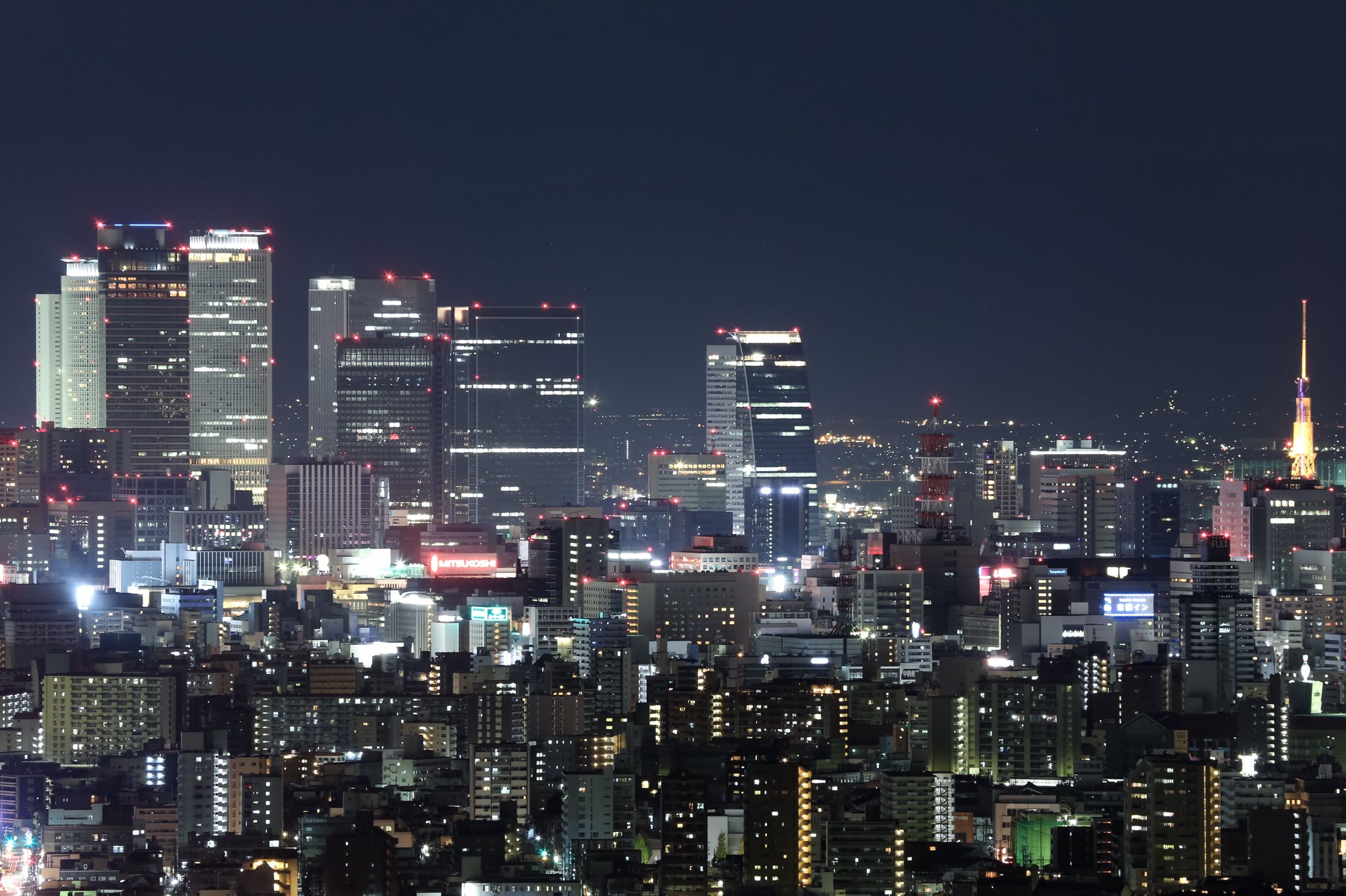
La città di Nagoya di notte, che appare come un film cyberpunk

## Caratteristiche
I temi del cyberpunk sono apparsi già a partire dal fumetto di Judge Dredd, pubblicato per la prima volta nel 1977. Il cyberpunk si è quindi stabilito come corrente letteraria e artistica nella prima metà degli anni ottanta del XX secolo, nell'ambito della fantascienza, di cui è divenuto un sottogenere del filone pessimistico. Il nome si fa derivare da cibernetica e punk e fu originariamente coniato da Bruce Bethke come titolo per il suo racconto Cyberpunk, pubblicato nel 1983, anche se lo stile fu reso popolare ben prima della sua pubblicazione dal curatore editoriale Gardner Dozois. Il cyberpunk tratta di scienze avanzate, come l'information technology e la cibernetica, accoppiate con un certo grado di ribellione o cambiamento radicale nell'ordine sociale.
È talvolta definita genericamente "cyberpunk-fantasy" o "cyberfantasy" un'opera di genere fantasy che riguardi internet o il cyberspazio. Tra gli esponenti più noti vengono comunemente indicati William Gibson, per i racconti e romanzi fortemente innovativi e caratteristici dal punto di vista stilistico e delle tematiche, e Bruce Sterling, per l'elaborazione teorica. Sterling ha definito a posteriori il cyberpunk come «un nuovo tipo di integrazione. Il sovrapporsi di mondi che erano formalmente separati: il regno dell'high tech e il moderno pop underground».

## Origini

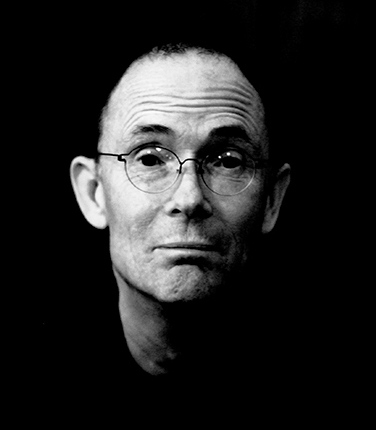
William Gibson

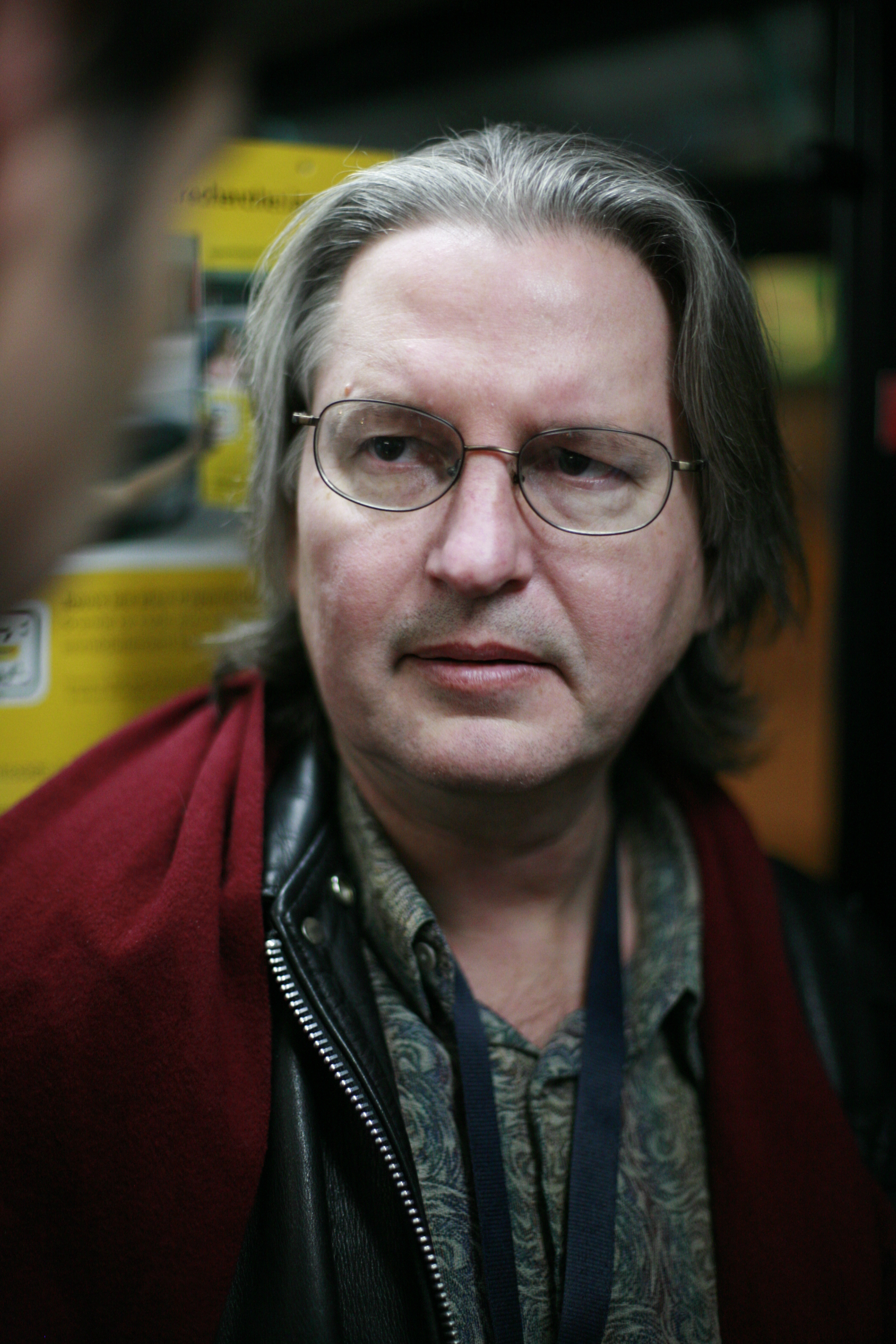
Bruce Sterling

Il curatore editoriale di fantascienza Gardner Dozois è generalmente riconosciuto come la persona che ha reso popolare il termine "cyberpunk" come genere di letteratura, malgrado lo scrittore del Minnesota Bruce Bethke avesse coniato il termine nel 1980 per il suo racconto "Cyberpunk" che fu pubblicato nel numero del novembre del 1983 di Amazing Science Fiction Stories. Il termine fu rapidamente riutilizzato come etichetta da applicare alle opere di William Gibson, Bruce Sterling, John Shirley, Rudy Rucker, Michael Swanwick, Pat Cadigan, Lewis Shiner, Richard Kadrey e altri. Questi scrittori in realtà avevano deciso di chiamarsi Mirrorshades Movement (movimento degli occhiali a specchio). Di questi, Sterling divenne il principale ideologo, grazie alla sua fanzine Cheap Truth. John Shirley scrisse articoli sull'importanza di Sterling e Rucker.
William Gibson, con il suo romanzo Neuromante (1984), è di gran lunga il più celebre autore connesso al termine cyberpunk. Egli enfatizzò lo stile, una fascinazione per le superfici, l'aspetto del futuro e l'atmosfera oltre i topoi della fantascienza tradizionale. Considerato come l'opera che "ruppe il ghiaccio" e talvolta "l'archetipo dell'opera cyberpunk", Neuromante fu insignito dei premi Hugo, Nebula e Philip K. Dick. Seguì il debutto popolare dei romanzi di Gibson Giù nel ciberspazio (Count Zero, 1986) e Monna Lisa Cyberpunk (Mona Lisa Overdrive, 1988), costituenti la celeberrima Trilogia dello Sprawl. In base al Jargon File, "l'ignoranza pressoché totale di Gibson riguardo ai computer e all'odierna cultura hacker gli permise di speculare intorno al ruolo dei computer e degli hacker nel futuro in modi che gli hacker trovarono naif in modo irritante e tremendamente stimolanti al tempo stesso."
Secondo lo stesso Gibson, il cyberpunk non fu mai un vero e proprio movimento, quanto piuttosto una sensibilità comune ad alcuni autori, identificabili in quelli raccolti nella prima antologia del cyberpunk intitolata Mirrorshades (1986).
Non esistono dichiarazioni d'intenti firmate da più autori, e si deve principalmente a Bruce Sterling l'idea di un movimento formale. William Gibson ha affermato: "Non sono mai stato davvero convinto che il Cyberpunk fosse mai stato un movimento letterario in senso formale. Questa visione viene distorta dal piacere di Sterling nell'utilizzare la retorica di un movimento radicale, pur sospettando che un certo elemento di umoristica autoconsapevolezza si perda nella traduzione"; e poco più avanti "Per Cyberpunk io intendo una tendenza della cultura pop degli ultimi dieci anni circa, qualcosa che noi possiamo scorgere nella narrativa, fumetti, musica, cinema, videoclip, moda".
Secondo Gibson, il suo principale esponente, e significativa parte della critica, il cyberpunk, almeno in quanto corrente d'avanguardia, si può considerare concluso già alla metà degli anni ottanta. Il suo successo in seguito avrebbe spinto molti altri autori a sfruttarne le tematiche, anche per scopi commerciali, favorendo appunto la nascita di un nuovo genere. In ogni caso la sua crescente popolarità tra lettori ed autori ha reso ormai stabilmente il cyberpunk un importante sottogenere della letteratura fantascientifica, con forti influenze estetiche sul cinema, sul fumetto e più in generale sulla cultura mediatica.

### Fonti e temi della letteratura cyberpunk
Come movimento letterario, il cyberpunk nasce come una filiazione diretta della fantascienza americana, ma è subito evidente un allontanamento dal mainstream di questa letteratura di genere. Nel contesto della letteratura di fantascienza, la linea che porta al cyberpunk è quella che parte da Aldous Huxley e da 1984 di George Orwell e che passa per i maggiori modelli di James Ballard e soprattutto di Philip K. Dick.
Il cyberpunk, come tutte quelle correnti che possono essere inserite nel clima postmoderno, si caratterizza per la grande varietà di fonti da cui attinge per l'elaborazione del proprio immaginario. Un clima culturale molto favorevole alle ibridazioni di generi. È proprio grazie a questo clima che fu possibile ad autori come William S. Burroughs, esponente di spicco della Beat Generation, di essere tra gli ispiratori del movimento.
Altri elementi concorrono alla scelta dei temi della prima produzione cyberpunk. Evidenti sono gli influssi della psichedelia degli anni sessanta e settanta, con le sue promesse di nuove percezioni offerte dalla chimica e dalle droghe sintetiche, di aprire nuove porte verso mondi fino ad allora relegati alla sfera dell'inconscio.
Queste visioni sono spesso associate a particolari interpretazioni del romanticismo, soprattutto William Blake, ma non solo, un parallelo spesso messo in evidenza dalla critica. Orlin Damyanov, ad esempio, mette in relazione il romanticismo del Frankenstein o il moderno Prometeo di Mary Shelley con Neuromante di William Gibson. In questo confronto, messo in evidenza da più critici, emerge uno degli elementi di maggior interesse del cyberpunk: lo spostamento dell'attenzione sulla percezione soggettiva, seppure condivisa, spazi virtuali che cessano di essere tali almeno nel significato letterale del termine. Il mondo cessa di essere una tensione al divenire, storicamente comprensibile coi suoi rapporti di causa ed effetto come lo aveva disegnato il Romanticismo, per diventare, come ha scritto Valmerz, "il dispiegarsi di un codice nella sfera della comunicazione".
Un altro dei maggiori temi del cyberpunk è il rapporto che emerge tra l'essere umano e la tecnologia, che tende ad esprimersi prioritariamente nel rapporto con il corpo umano, mostruoso o, in modo aggiornato, cyborg. Nei racconti degli autori di Mirrorshades sono molto frequenti i personaggi che presentano innesti meccanici nel proprio corpo. Tecnologie che diventano parte integrante del corpo umano, aumentano le sue capacità, consentono azioni altrimenti impossibili. Il corpo umano cessa in questo modo di essere qualcosa di immutabile, naturale, e diventa un elemento modificabile e tecnologico, recuperando una visione del corpo in realtà molto antica, già presente nella cultura popolare medievale.
Il cyberpunk ha avuto una notevole influenza sulla narrativa fantascientifica e non, dal cyberpunk sono ritenuti derivati (o paralleli) lo steampunk, che propone argomenti cyberpunk in un'ambientazione storica, lo splatterpunk e il postcyberpunk, un filone non omogeneo di nuovi autori che si propone un aggiornamento delle tematiche cyberpunk, con relativi sottogeneri quali biopunk e nanopunk. Imparentato e, almeno parzialmente, discendente è il gothicpunk. In Italia le istanze del cyberpunk sono germinate nell'avanguardia del connettivismo.
Grazie alla serie animata Edgerunners prodotta dallo studio Trigger e ispirata dal videogioco Cyberpunk 2077 (in programma su Netflix) il cyberpunk sta avendo una rinascita.

## Lo stile cyberpunk

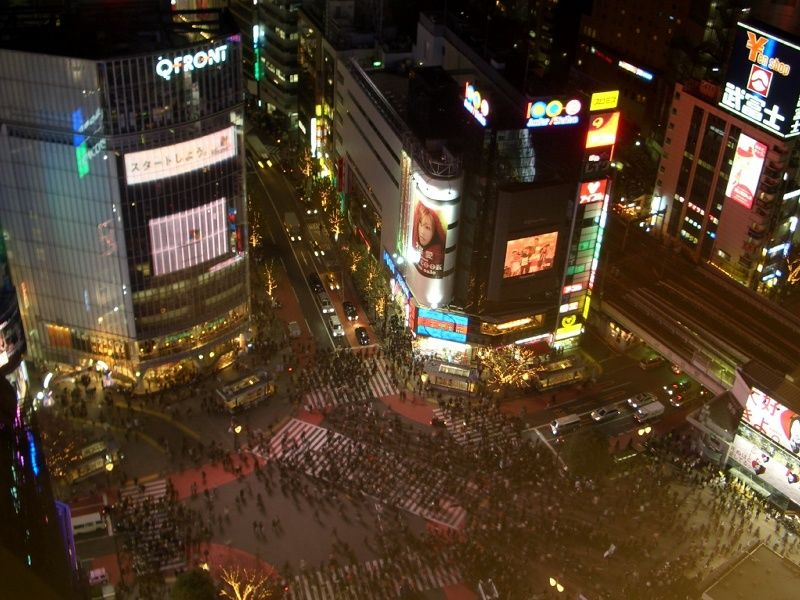
Shibuya (Tokyo), descritta come una "Times Square futuristica" dal New York Times. Sull'influenza del Giappone sul genere William Gibson ha detto, "Il Giappone moderno è stato semplicemente cyberpunk". Il cyberpunk è spesso ambientato in paesaggi urbanizzati, artificiali, e "luci della città, che si allontanano" fu usata da Gibson come una delle prime metafore per il cyberspazio.

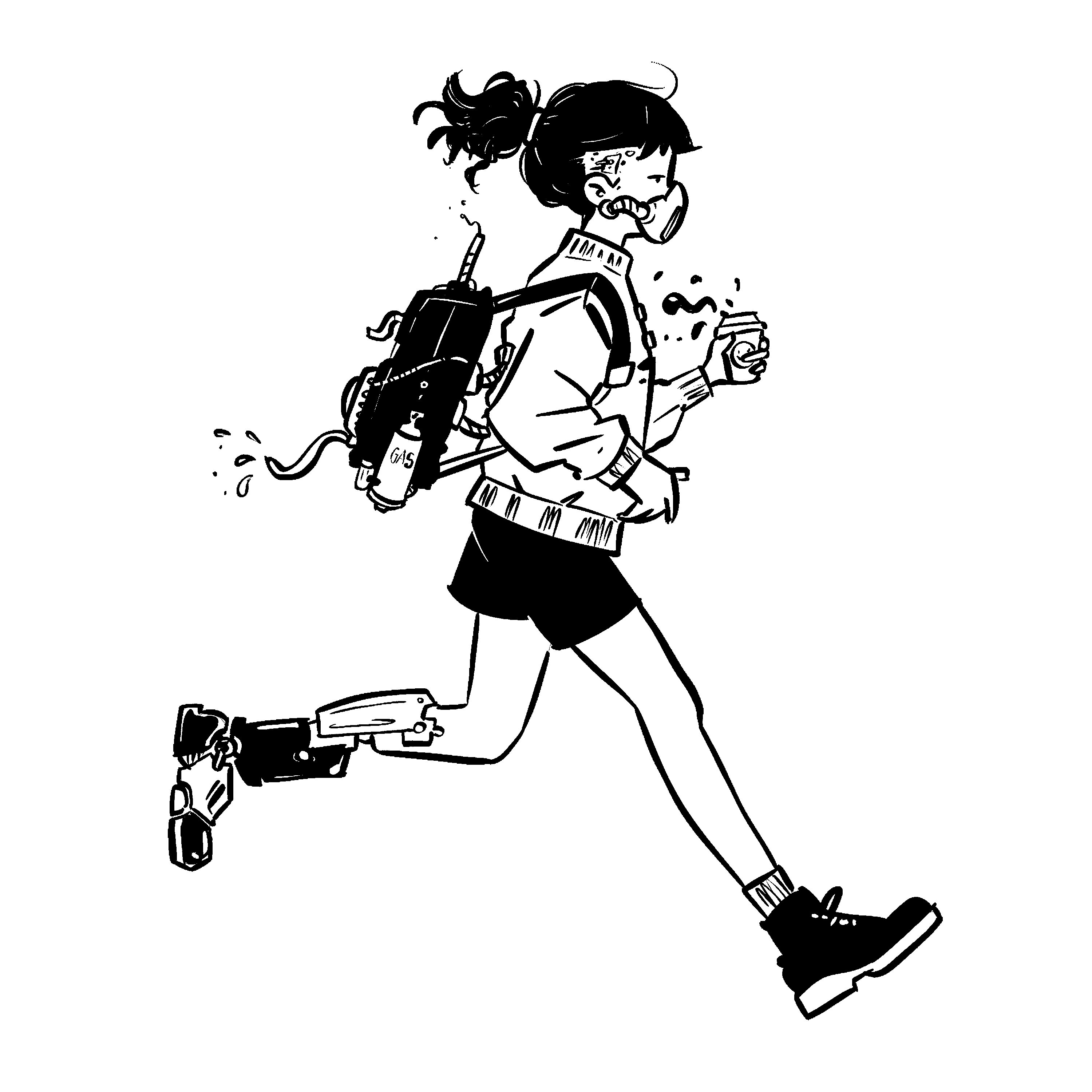
Illustrazione di una ragazza in stile cyberpunk

Anticipato e prefigurato sotto certi aspetti nelle opere di Philip K. Dick, all'aspetto tecnologico tipico della fantascienza il cyberpunk aggiunge una forte connotazione politica e sociale.
I romanzi cyberpunk sono ambientati in un futuro prossimo, in un mondo decadente e ipertecnologico dominato dalle grandi multinazionali commerciali, le Zaibatsu, spalleggiate dalla Yakuza, la potente mafia giapponese. I protagonisti, in genere degli hacker, sono in costante fuga da questa cupa realtà e trovano la loro ragion d'essere in un mondo virtuale parallelo, il cyberspazio, teatro delle loro battaglie.
Lo stile narrativo è caratterizzato dall'apparente assenza di un intreccio ben definito – il racconto si concentra sulle azioni dei personaggi – e dall'uso di un linguaggio barocco che mischia tecnicismi informatici ed espressioni gergali della strada, molto difficile da rendere in una traduzione.

### Alcuni topoi del genere
- la Matrice, evoluzione dell'attuale Internet: un sistema informatico del quale l'utente entra a fare parte, grazie alla realtà virtuale ed agli innesti nel corpo umano
- l'ICE, un firewall capace di rispondere attivamente alle intrusioni telematiche
- lo sprawl, la degradata periferia delle megalopoli, l'habitat degli hacker e degli emarginati
- gli innesti artificiali (software e hardware) per potenziare/alterare le caratteristiche fisiche o cerebrali dell'essere umano
- la presenza di occhiali a specchio (mirrorshades in inglese).

### Elementi teorici
- Ibridazione
- Replicanti e cloni
- Ripetizione (come in Differenza e ripetizione di Gilles Deleuze)
- Simulazione come realtà virtuale o come identità mutante
- Il grottesco romantico
- L'alienazione come spersonalizzazione o derealizzazione
- la paranoia legata all'immaginario delle droghe psichedeliche come controparte negativa
- Società contenente inevitabili elementi distopici
- Relativismo e postmodernità
- Tecnocrazia

## Gli autori di Mirrorshades
Elenco degli autori presenti nella raccolta Mirrorshades del 1986, e che – secondo quanto dichiarato da William Gibson – sarebbero da ritenersi gli unici autori cyberpunk originali:
- Greg Bear
- Pat Cadigan
- Paul Di Filippo
- William Gibson
- James Patrick Kelly
- Marc Laidlaw
- Tom Maddox
- Rudy Rucker
- Lewis Shiner
- John Shirley
- Bruce Sterling

## Precursori del cyberpunk
Alcuni autori e opere che sono stati ritenuti precursori del genere cyberpunk (in ordine cronologico di pubblicazione delle opere):
- Fritz Lang, Metropolis, 1927
- Aldous Huxley, Il mondo nuovo (Brave New World, 1933)
- Alfred Bester, Destinazione stelle (pubblicato anche come La tigre della notte) (The Stars My Destination – Tiger! Tiger!, 1956)
- William S. Burroughs, Il pasto nudo (Naked Lunch, 1959); La morbida macchina (The Soft Machine, 1961)
- Arkadij e Boris Strugackij, Le cose predatorie del secolo (russo: Хищные вещи века, traslitterato: Chiščnye vešči veka, 1965)[20]
- Roger Zelazny, He Who Shapes (1965), Il signore dei sogni (Dream Master, 1966)
- Philip K. Dick, Il cacciatore di androidi ovvero Ma gli androidi sognano pecore elettriche? (Do Androids Dream of Electric Sheep?), 1968 (da cui è stato tratto il film Blade Runner, 1982); Le tre stimmate di Palmer Eldritch, 1964
- David Drake, Lacey and His Friends (1974)
- John Brunner, Rete globale ovvero Codice 4GH (The Shockwave Rider, 1975)
- John M. Ford, Web of Angels (1980)
- Vernor Vinge, Il vero nome (True Names – racconto, 1981)
- K. W. Jeter, Dr. Adder (pubblicato nel 1984 ma scritto durante gli anni settanta)

## Derivazioni futuristiche
I derivati futuristici del Cyberpunk sono distinguibili per alcuni aspetti dal filone principale, sia per aspetti tecnologici (biopunk e nanopunk) che per aspetti temporali (il postcyberpunk prevede un precedente periodo in cui si siano già svolte le tematiche appartenenti al cyberpunk o agli altri sottogeneri). Nelle derivazioni futuristiche solitamente sono presenti tecnologie in grado di modificare la materia vivente a livello cellulare.

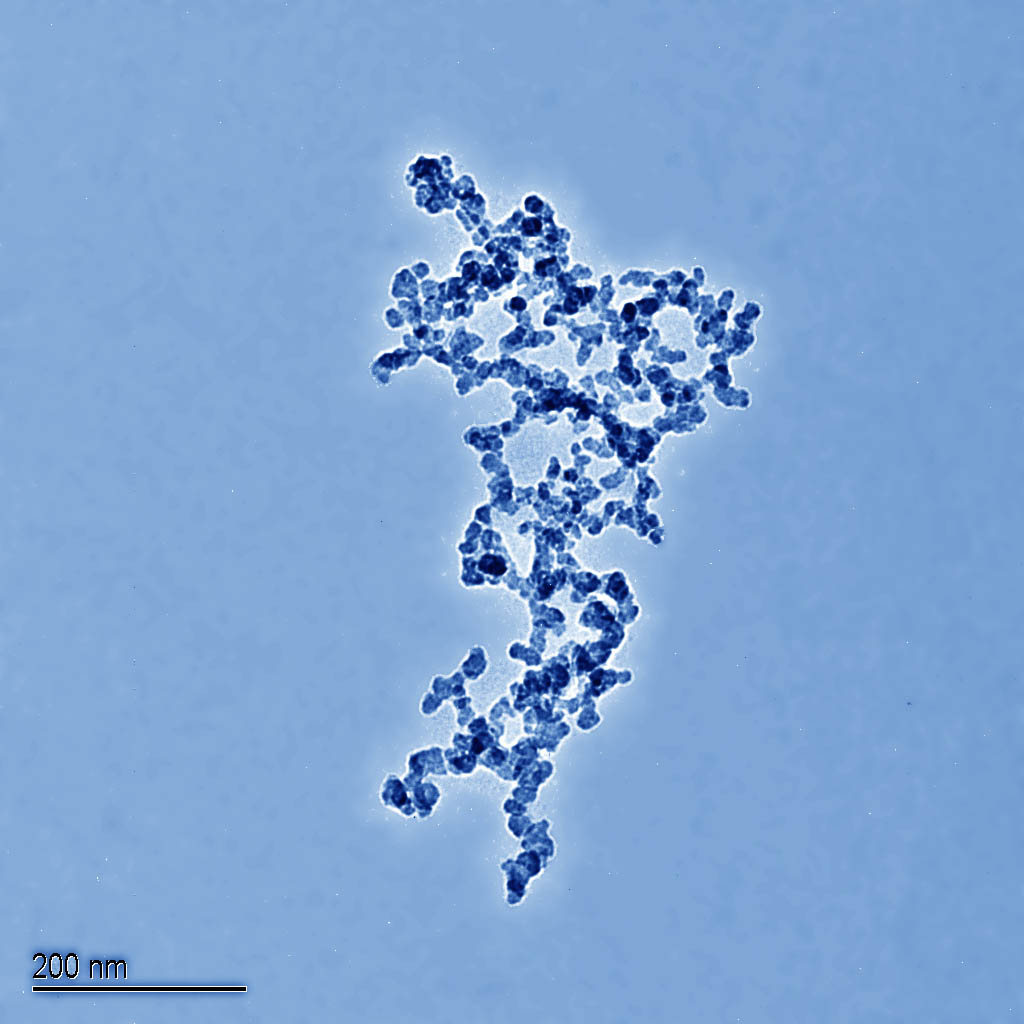
Nanoparticelle

BiopunkIl biopunk sui risvolti tecnologici della biologia e della bioingegneria. Ciò comporta che la tecnologia e/o la vita presente nell'opera si sia sviluppata attraverso la rielaborazione del DNA e dei cromosomi dando vita a nuove specie viventi o a nuove tecnologie aventi come base un composto o un'entità organica (armi, strutture, veicoli, ecc.).
NanopunkIl nanopunk è particolarmente simile al biopunk, ma descrive un mondo in cui la società è basata più o meno principalmente sulla nanotecnologia e sui materiali da essa prodotti. Tale sottogenere solitamente si sofferma anche sui risvolti e sulle conseguenze che una tecnologia, come la nanotecnologia (capace di manipolare la materia direttamente dalle fondamenta), può portare.
PostcyberpunkIl postcyberpunk tratta le conseguenze estreme del cyberpunk e dei sottogeneri ad essi legato. Nelle opere postcyberpunk si esaminano frequentemente gli effetti sociali causati dalla diffusione dei mezzi di comunicazione, dall'ingegneria genetica e/o dalla nanotecnologia.

## Derivazioni retro-futuristiche
Da quando una più ampia varietà di scrittori ha iniziato a lavorare con i concetti del cyberpunk, nuovi sottogeneri della fantascienza hanno preso a modello il termine cyberpunk, ritagliandosi il proprio spazio e collocandosi fuori dal filone principale. Anche se ormai la presenza del suffisso “-punk” nel nome non ha più nulla a che fare con la cultura omonima, il termine fa genericamente riferimento a fattori quali l'estetica DIY (do it yourself), richiamandosi esteticamente ai stili del passato e a una riflessione sullo sviluppo tecnologico. Questi sottogeneri possono essere definiti retro-futuristici, cioè basati su tecnologie future (o alternative) e su epoche passate. Il periodo più gettonato è collocabile tra la seconda rivoluzione industriale (XIX secolo) fino agli anni 60/70 (del XX secolo), anche se altri sottogeneri spaziano dal Rinascimento all'età della pietra.  Alcuni di questi termini sono di ampio uso, altri si stanno guadagnando poco a poco un maggiore riconoscimento ufficiale, molti altri ancora sono utilizzati in maniera marginale nel mondo dei giochi di ruolo o vengono usati dagli autori stessi per descrivere le loro opere.
SteampunkIl termine steampunk è nato alla fine degli anni ottanta come una variante scherzosa di cyberpunk. Piuttosto che enfatizzare i temi della distopia informatica, della bioingegneria e della nanotecnologia presenti nella narrativa cyberpunk, lo steampunk tende a concentrarsi più attentamente sulla tecnologia dell'era vittoriana con: macchine a vapore, congegni meccanici a orologeria e in alcuni casi la robotica (ma avente come base la meccanica e non l'informatica). Si presenta dunque come il trionfo della meccanica in opposizione all'elettronica del cyberpunk. Lo steampunk ha però origini precedenti rispetto alla sua definizioni degli anni 80, di fatto la paternità di questo sottogenere la si attesta a Jules Verne.
Atompunk"Atompunk" è un'espressione utilizzata da Bruce Sterling per definire delle opere accostabili al cyberpunk e spesso ambientate in un'epoca pre digitale, dal 1945 al 1965 (anche se il sottogenere non è necessariamente legato a quel periodo). L'estetica incentrata su una visione del futuro dalla prospettiva degli anni '50, caratterizzata dall'uso dell'energia atomica, dall'esplorazione spaziale e dalla paranoia anticomunista negli Stati Uniti e spesso riprende i valori "tradizionalmente americani", in particolare la fede nella famiglia e lo stile di vita suburbano. Atompunk immagina un futuro utopico caratterizzato da cupole di bolle, città scintillanti, il tutto alimentato da energia nucleare. Altre volte l'ambientazione è postapocalittica, come nella serie di videogiochi Fallout e nel film del 2006 Fido. La moda Atompunk tende a trarre ispirazione da come la gente negli anni '50/'60 vedeva il futuro, e tende ad essere simile a quella vista nella fantascienza pulp dell'epoca (e che, di tanto in tanto, tende ad essere sessualmente suggestiva). Esempi del genere Atompunk sono Il Dormiglione, film del 1976 diretto da Woody Allen e Futurama, una sitcom animata statunitense creata da Matt Groening.

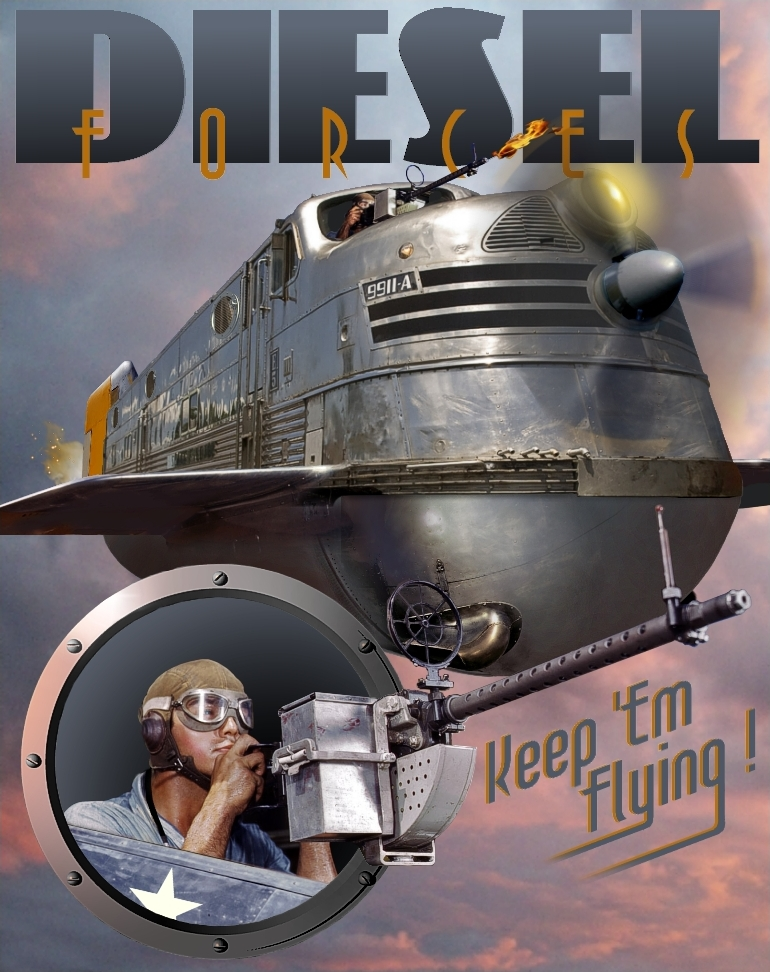
Dieselpunk

DieselpunkProposto inizialmente quale genere dai creatori del gioco di ruolo Children of the Sun, il Dieselpunk è riferibile alle opere di immaginazione ispirate ai pulp magazine della metà del Novecento ed è ambientato in un mondo analogo allo steampunk, benché specificamente caratterizzato dall'ascesa del potere del petrolio e dalla percezione tecnocratica, incorporando elementi neo-noir e condividendo temi più con il cyberpunk che con lo steampunk. Benché la rilevanza del dieselpunk come genere non sia del tutto priva di contestazioni, quale quintessenza della narrativa dieselpunk sono state suggerite opere che vanno dal film retrofuturistico Sky Captain and the World of Tomorrow al videogioco dell'Activision Return to Castle Wolfenstein (2001) passando per l'opera Full Throttle (avventura grafica della Lucas Art del 1995) e il film d'animazione Robots. Un sottogenere del Dieselpunk è il Teslapunk, una variante concentrata sulle geniali invenzioni dello scienziato Nikola Tesla, caratterizzata da scenari ucronici in cui la tecnologia è basata sull’energia pulita, libera e infinita.
DecopunkIl sottogenere Decopunk è molto similare a quello del Dieselpunk, ricopre lo stesso periodo, ma qui tutto è cromato. Ha un'estetica più elegante e brillante rispetto al Dieselpunk, che ha la tendenza ad essere più grintoso e scuro. Sul piano stilistico si rifà all'Art Deco e allo Streamline Moderno. La tecnologia del decopunk e più avanzata rispetto ai tempi che dovrebbe evocare, come i nastri VHS e solitamente si avvale anche di aspetti del Biopunk per quanto riguarda la vita organica. Un perfetto esempio del decopunk si può trovare nei primi due capitoli della saga di BioShock, ambientati in un periodo non troppo dissimile da quello indicato e aventi come location la città di Rapture (città chiaramente ispirata all'Art Deco e allo Streamline Moderno). Un altro esempio, dal punto di vista estetico, può essere rappresentato da Metropolis, il film muto del 1927 diretto da Fritz Lang, ambientato, allora, in un futuro distopico. Il film, simbolo stesso del cinema di fantascienza, per il modo in cui vengono trattate le tematiche di oppressione sociale e l’utilizzo avveniristico della tecnologia e del rapporto uomo-macchina, a sua volta è uno dei migliori film cyberpunk della storia.
ClockpunkClockpunk è un termine coniato in un supplemento del gioco di ruolo GURPS e si riferisce a storie di fantascienza ambientate in un mondo rinascimentale dove le invenzioni di Leonardo da Vinci sono state non solo costruite e usate, ma anche migliorate. Il maggiore autore clockpunk è Jay Lake. Nel clockpunk si assiste al trionfo della meccanica e dei congegni a orologeria, portati fino a conseguenze retrofuturistiche.
SwordpunkUn altro sottogenere "-punk" che raffigura una società altamente tecnologica in cui le questioni sociali rimangono stagnanti nel medioevo. Uno scenario dove coesistono regni feudali, combattimenti con la spada e una tecnologia futuristica molto avanzata come i mech, gli ologrammi, ricombinazione genetica e intelligenze artificiali. Lo swordpunk è anche comunemente combinato con il fantasy e la fantascienza. Il pianeta del tesoro, film d'animazione Disney del 2002, è un buon esempio. Sembra essere saldamente piantato nella scena tradizionale di un fantasy-medioevale, ma si espande con la tecnologia futuristica. The Legend of Zelda: Breath of the Wild, un videogioco action-adventure, è un altro esempio di Swordpunk, ambientato in un mondo medievale dove la tecnologia è avanzata.
SandalpunkIl Sandalpunk è un sottogenere che si riferisce all'alterazione ucronico/fantascientifica di epoche storiche che vanno indicativamente dall'Antica Grecia all'Antica Roma, fino al periodo tardo-imperiale, e comunque prima del medioevo. Come in tutti i filoni del “-punk”, le storie sandalpunk presentano tecnologie ed elementi anacronistici che alterano – parzialmente o totalmente – lo scenario storico in questione, così come noi lo conosciamo. Postulano un mondo in cui la civiltà classica (greco-romana) non sarebbe crollata, seguita dai secoli medievali, ma anzi avrebbe conosciuto un rapido avanzamento tecnologico non appena alcune, poche fondamentali invenzioni furono realizzate o sviluppate in chiave industriale. Esistono molte opere letterarie o cinematografiche che hanno un retrogusto sandalpunk, come ad esempio Titus, film del 1999 diretta da Julie Taymor, che ripropone la tragedia shakespeariana Tito Andronico in chiave post-moderna, mischiando elementi classici del periodo imperiale romano a un’estetica che richiama molto a certe atmosfere dieselpunk. In ambito dei giochi di ruolo, un esempio è Lex Arcana, pubblicato nel 1993 da Del Negro editore.
StonepunkSono state definite Stonepunk tutte quelle storie che presentano una tecnologia retrofuturistica e anacronistica ispirata a quella neolitica. Un esempio popolare è rappresentato dalla serie TV I Flintstones, ma anche dai romanzi della saga I figli della Terra di Jean M. Auel e dal romanzo Back to the Stone Age (1937) di Edgar Rice Burroughs.

## Altre derivazioni
RococopunkIl Rococopunk è un derivato dell'estetica punk che ne spinge l'attitudine nel tardo periodo barocco. Si tratta di uno stile visivamente molto simile al movimento New Romantic degli anni '80 (in particolare di gruppi come gli Adam and the Ants).
NowpunkIl Nowpunk è un termine inventato da Bruce Sterling, che ha applicato alla fiction contemporanea ambientata nel periodo di tempo che va dagli anni successivi alla guerra fredda fino ad oggi. Sterling ha usato il termine per descrivere il suo libro The Zenith Angle, che segue la storia di un hacker la cui vita è cambiata dagli attacchi dell'11 settembre 2001.
SteelpunkIl genere Steelpunk si concentra sulle tecnologie che hanno avuto il loro periodo di massimo splendore nel tardo ventesimo secolo. Lo Steelpunk è caratterizzato dall'hardware e non dal software, dal mondo reale senza mondi virtuali, dalla megatecnologia e non dalla nanotecnologia. Molti manufatti nello Steelpunk non vengono prodotti, stampati o programmati ma vengono costruiti con rivetti. Alcuni esempi includono Mad Max, Terminator, Barb Wire, Iron Man e Snowpiercer.
RaypunkRaypunk è un genere che si occupa di scenari, tecnologie, esseri o ambienti, molto diversi da tutto ciò che conosciamo o che siano scientificamente possibili sulla Terra. Copre il surrealismo spaziale, i mondi paralleli, l'arte aliena, la psichedelia tecnologica, la "scienza" non standard, la realtà alternativa o distorta e così via.
DreampunkIl Dreampunk lega la tecnologia (cyberpunk o steampunk) con il mondo dell'inconscio dando anche ampio spazio all'esoterismo e alla psiche. Nel Dreampunk si fa spesso uso dell'alchimia, della psicoanalisi, dell'occulto e dei riti sciamanici.
Molte derivazioni del genere Cyberpunk non sono necessariamente collegabili o contestualizzabili in un'epoca e/o aventi una tecnologia precisa. Alcune di esse possono anche presentare delle connotazioni nel campo del fantastico o del fantasy:
MythpunkCatherynne M. Valente coniò il termine mythpunk per indicare un sottogenere del fantasy in cui elementi mitologici si fondono completamente con la realtà comune. I maggiori scrittori mythpunk sono la già citata Catherynne M. Valente, Ekaterina Sedia, Theodora Goss, Sonya Taaffe e Neil Gaiman. Il mythpunk differisce dal fantasy mitologico perché quest'ultimo usa elementi mitologici senza fonderli con la nostra realtà. Nelle ambientazioni mythpunk, le creature mitologiche sono viste come normali e non creano stupore negli esseri umani. Spesso, inoltre, le creature mitologiche sono rielaborate in chiave moderna.
ElfpunkDurante la cerimonia di premiazione per il 2007 del National Book Award, il giurato Elizabeth Partridge ha spiegato la differenza tra elfpunk e urban fantasy, citando l'amico giurato Scott Westerfeld ha detto: «Nell'Elfpunk c'è abbastanza spesso la presenza di elfi e fate e tradizione (… Holly Black è elfpunk classico) ci sono già abbastanza creature, e le sta usando. L'urban fantasy, comunque, può avere alcune creature totalmente inventate».
SolarpunkIl Solarpunk è un movimento culturale ecologista caratterizzato da un'attenzione verso le tecnologie ecosostenbili. Esso si distingue per un'estetica futurista e green, con ambienti urbani moderni e ricoperti da vegetazione e motivi decorativi che si ispirano all'Art Nouveau. Oltre a essere un sottogenere letterario, il Solarpunk copre anche l'attivismo, poiché tratta argomenti come la lotta ai cambiamenti climatici, al razzismo, al capitalismo oltre a tematiche femministe e inerenti alla comunità lgbt.
EcopunkL'Ecopunk è un genere di narrativa che si concentra su temi legati all'ambiente, all'ecologia e alla sostenibilità, ma che si differenzia dal movimento Solarpunk in quanto si concentra anche sulle infrastrutture, i cicli di produzione e il commercio. L'Ecopunk può essere ambientato in un futuro distopico in cui l'umanità ha causato danni irreparabili all'ambiente, oppure in un futuro più positivo in cui la tecnologia e la società hanno adottato uno stile di vita più sostenibile. La componente "punk" nell'Ecopunk rappresenta una critica al sistema dominante, che spesso viene visto come insostenibile e distruttivo per l'ambiente e per le persone. Questa critica può essere espressa attraverso personaggi ribelli e non conformisti, o attraverso la descrizione di scenari apocalittici o post-apocalittici in cui la società è collassata a causa dell'incuria dell'ambiente.

## Letteratura

### Romanzi
- La trilogia dello Sprawl di William Gibson:
  - Neuromante (Neuromancer, 1984) (Ed. Nord 1993; nuova edizione riveduta, con introduzione bio-bibliografica, Mondadori 2003)
  - Giù nel ciberspazio (Count Zero, 1986) (Mondadori)
  - Monna Lisa Cyberpunk (Mona Lisa Overdrive, 1988) (Mondadori)
- La trilogia del Ponte di William Gibson:
  - Luce virtuale (Virtual Light, 1994) (Mondadori)
  - Aidoru (Idoru, 1997) (Mondadori)
  - American Acropolis, 1999 (Mondadori)
- Bruce Sterling, La matrice spezzata, 1985 (Ed. Nord)
- Bruce Sterling, Isole nella Rete, 1988 (Fanucci)
- Pat Cadigan, Mindplayers, 1987 (Shake)
- Akira Mishima, Bambole (Fanucci)
- Akira Mishima, Overminder - il sognatore (Fanucci)
- La Trilogia di Marîd Audran di George Alec Effinger:
  - Senza tregua (When Gravity Fails) (1987) (Cosmo Argento 203). Riedito come L'inganno della gravità.
  - Programma Fenice (A Fire in the Sun) (1989) (Cosmo Argento 216). Riedito come Fuoco nel sole.
  - Esilio dal Budayeen (The Exile Kiss) (1991) (Cosmo Argento 237). Riedito come La guerra di Marid Audran - Esiliato dal Budayeen.
- In buona fede (Shovel Ready, 2014), dello scrittore e giornalista statunitense Adam Sternbergh.
- Francesco Grasso, Ai due lati del muro, 1992 (Mondadori, Collana Urania n. 1189 del 4/10/1992)
- Bay City (2002) di Richard Morgan, dal quale è stata tratta la serie televisiva Altered Carbon

### Antologie e raccolte
- William Gibson – La notte che bruciammo Chrome (Burning Chrome, 1986), Mondadori.
- Bruce Sterling (curatore) - Mirrorshades, 1986, Bompiani.
- Piergiorgio Nicolazzini (curatore), Cyberpunk, Nord, 1994.
- Strani attrattori. Antologia di fantascienza radicale, Shake.
- Sangue sintetico. Antologia del cyberpunk italiano, Pequod.
- Cuori elettrici. L'antologia essenziale del cyberpunk, Einaudi.
- Raffaele Scelsi (a cura di), Cyberpunk. Antologia di testi politici, Milano, Shake, 1990.

## Fumetti
- The Long Tomorrow (1975) breve fumetto ideato da Dan O'Bannon e disegnato dal celebre artista francese Jean Giraud, fu pubblicato in due parti nella rivista francese Métal Hurlant e nella sua corrispettiva statunitense, Heavy Metal. Ai due autori va riconosciuta anche la diffusione dell'influenza noir e hard boiled che avrebbe poi caratterizzato diversi racconti, romanzi e pellicole cyberpunk dagli anni ’80 in poi.[40]
- Ranxerox (1978) di Stefano Tamburini, Andrea Pazienza e Tanino Liberatore
- Akira (1982) di Katsuhiro Ōtomo
- Black Magic (1983) di Masamune Shirow
- Ronin (1983) di Frank Miller
- Appleseed (1985) di Masamune Shirow
- Dominion (1986) di Masamune Shirow
- Tank Girl (1988) di Jamie Hewlett e Alan Martin
- Cyber Blue (1988) di Tetsuo Hara
- Cyberpunk (1989) di Scott Rockwell
- Angel Cop (1990) di Taku Kitazaki
- Hard Boiled (1990) miniserie di 3 numeri scritta da Frank Miller e disegnata da Geof Darrow
- Ghost in the Shell (1991) di Masamune Shirow
- Alita l'angelo della battaglia (1991) di Yukito Kishiro
- Genocyber (1991) di Tony Takezaki
- Nathan Never (1991) di Medda, Serra e Vigna, pubblicato dalla Sergio Bonelli Editore
- The Hacker Files (1992) di Lewis Shiner
- Bloodshot, (1992) di Kevin Van Hook e Yvel Guichet
- Ghost Rider 2099 (1994) di Len Kaminsky MARVEL ED.
- Bubblegum Crisis: Grand Mal (1994) di Adam Warren
- Transmetropolitan (1997) di Warren Ellis e Darcick Robertson, pubblicato dalla Vertigo
- Blame! (1998), Noise! e Biomega (2004) di Tsutomu Nihei
- Eden: It's an Endless World! (1998) di Hiroki Endo
- Pluto (2003) di Naoki Urasawa
- Mardock Scramble (2003) di Tow Ubukata
- The Surrogates (2005) scritta da Robert Venditti e disegnata da Brett Weldele
- Ergo Proxy (2006) di Yumiko Harao
- Blassreiter (2007) di Noboru Kimura
- Ex-Vita (2011) di Shinya Komi
  - Ex-Arm (2012) di HiRock e Shinya Komi, remake di Ex-Vita
- Spaceman (2012) di Brian Azzarello e Eduardo Risso
- Empty Zone (2015) di Jason Shawn Alexander
- Tokyo Ghost (2015) di Rick Remender e Sean Murphy

## Filmografia
Il cyberpunk – considerato, in senso ristretto, come il movimento letterario della prima metà degli anni ottanta – non produsse un filone cinematografico, dato che tra i suoi promotori non vi erano cineasti. L'unica trasposizione cinematografica di un romanzo cyberpunk di William Gibson (escludendo qui New Rose Hotel per motivi di attinenza) è il film Johnny Mnemonic del 1995, girato a molti anni di distanza e ritenuto in generale poco fedele alla storia originale e "banalizzante" (malgrado il contributo alla sceneggiatura da parte dello stesso Gibson). Ad ogni modo vari film influenti, tra cui anzitutto Blade Runner e Nirvana e in seguito la trilogia di Matrix, sono stati visti come esempi di cyberpunk. Volendo ampliare l'ambito fino a comprendere film che trattano temi tipici del cyberpunk come la contaminazione tra corpo e digitale, tra la carne e l'artificiale, allora si potrebbe indicare David Cronenberg come uno dei più attivi cineasti.
Una lista di film, serie televisive e anime che hanno a che fare con il genere cyberpunk e i suoi derivati. Alcuni sono tratti o ispirati da autori cyberpunk, altri precedono il filone:
- Il mondo sul filo (1973) di Rainer Werner Fassbinder
- La fuga di Logan (1976) di Michael Anderson
- 1997: Fuga da New York (1981) di John Carpenter[44]
- Blade Runner (1982) di Ridley Scott, tratto da Il cacciatore di androidi ovvero Ma gli androidi sognano pecore elettriche? (Do androids dream of electric sheeps?) di Philip K. Dick
  - 2036: Nexus Down e 2048: Nowhere To Run (2017) sono due cortometraggi che fanno da prequel al film Blade Runner 2049
  - Blade Runner 2049 (2017) di Denis Villeneuve
- Tron (1982) di Steven Lisberger
  - Tron: Legacy (2010) di Joseph Kosinski
- Videodrome (1983) di David Cronenberg
- Brainstorm (1983) di Douglas Trumbull
- Wargames (1983) di John Badham
- Decoder (1984) di Muscha
- Terminator (1984) di James Cameron
  - Terminator 2 - Il giorno del giudizio (1991) di James Cameron
  - Terminator 3 - Le macchine ribelli (2003) di Jonathan Mostow
  - Terminator Salvation (2009) di McG
  - Terminator Genisys (2015) di Alan Taylor
  - Terminator - Destino oscuro (2019) di Tim Miller
- RoboCop (1987) di Paul Verhoeven
  - RoboCop 2 (1991) di Irvin Kershner
  - RoboCop 3 (1993) di Fred Dekker
- Tetsuo (1988) di Shinya Tsukamoto (sul "feticismo del metallo")
  - Tetsuo II: Body Hammer (1992) di Shinya Tsukamoto
  - Tetsuo: The Bullet Man (2009) di Shinya Tsukamoto
- Hardware: metallo letale (1990) di Richard Stanley
- Classe 1999 (1990) di Mark L. Lester
- Atto di forza (1990) di Paul Verhoeven
- Il tagliaerbe (The Lawnmower Man, 1992) di Brett Leonard
  - Il tagliaerbe 2 - The Cyberspace (Lawnmower Man 2: Beyond the Cyberspace, 1996) di Farhad Mann
- Jackpot (1992) di Mario Orfini
- Freejack - In fuga nel futuro (1992) di Geoff Murphy
- 2013 - La fortezza (Fortress, 1992) di Stuart Gordon
  - La fortezza: segregati nello spazio (Fortress 2, 2000) di Geoff Murphy
- Strange Days (1995) di Kathryn Bigelow, storia di James Cameron.
- Johnny Mnemonic (1995) di Robert Longo, tratto dall'omonimo racconto di William Gibson
- Hackers (1995) di Iain Softley
- Tank Girl (1995) di Rachel Talalay, tratto dall'omonimo fumetto di Jamie Hewlett e Alan Martin
- Fuga da Los Angeles (1996) di John Carpenter
- Nirvana (1997) di Gabriele Salvatores
- Gattaca - La porta dell'universo (1997) di Andrew Niccol
- Dark City (1998) di Alex Proyas
- Skyggen (1998) di Thomas Borch Nielsen
- New Rose Hotel (1998) di Abel Ferrara, tratto dall'omonimo racconto di William Gibson
- eXistenZ (1999) di David Cronenberg
- Il tredicesimo piano (1999) di Josef Rusnak
- Matrix (1999) delle sorelle Wachowski rielabora molti temi di Neuromante di William Gibson
  - Matrix Reloaded (2003) delle sorelle Wachowski
  - Matrix Revolutions (2003) delle sorelle Wachowski
  - Animatrix (2003) di vari registi
  - Matrix Resurrections (2021) di Lana Wachowski
- Takedown (2000) di Joe Chappelle
- Avalon (2001) di Mamoru Oshii
- Waking Life - Risvegliare la vita (2001) di Richard Linklater
- Cypher (2002) di Vincenzo Natali[45]
- Equilibrium (2002) di Kurt Wimmer
- Natural City (2003) di Byung-Chun Min
- Io, robot (2004) di Alex Proyas
- Cyber Wars (2004) di Kuo Jian Hong
- One Point O (2004) di Jeff Renfroe
- Blade Gen - The Gene Generation (2006) di Pearry Reginald Teo
- Sleep dealer (2008) di Alex Rivera
- Il mondo dei replicanti (2009) di Jonathan Mostow
- Priest (2011) di Scott Stewart
- Total Recall - Atto di forza (2012) di Len Wiseman
- The Zero Theorem - Tutto è vanità (2013) di Terry Gilliam
- Elysium (2013) scritto e diretto da Neill Blomkamp
- Automata (2014) diretto da Gabe Ibáñez
- Humandroid (2015) scritto e diretto da Neill Blomkamp
- Ex machina (2015) di Alex Garland
- Ghost in the Shell (2017) di Rupert Sanders
- Upgrade, regia di Leigh Whannell (2018)
- Alita - Angelo della battaglia, regia di Robert Rodriguez (2019) tratto dall'omonimo manga di Yukito Kishiro
- Bloodshot, regia di Dave Wilson (2020)

### Serie televisive
- Max Headroom (1987) di Annabel Jankel e Rocky Morton.[46] Temi predominanti sono l'influenza sulla vita delle persone da parte delle Corporazioni, il controllo delle informazioni, la Rete e le Intelligenze Artificiali (il personaggio che dà il nome alla serie è, di fatto, una AI).
- X-Files (1998) stagione 5, episodio 11 Kill Switch scritto da William Gibson.
- Futurama, Stagione 4, Episodio 14: Obsoletely Fabulous (2003) di Dwayne Carey-Hill.
- Miraculous - Le storie di Ladybug e Chat Noir, Stagione 3, Episodio 20: Startrain (2019) di Jeremy Zag.
- Terminator: The Sarah Connor Chronicles (2008-2009), la serie è un seguito del film Terminator 2 - Il giorno del giudizio, alternativo ai successivi capitoli cinematografici.
- Alcuni episodi della serie televisiva Black Mirror
- Alcuni episodi della serie televisiva Agents of S.H.I.E.L.D.
- Alcuni episodi della serie televisiva Doctor Who
- Mr. Robot (2015), serie TV della USA Network realizzata da Sam Esmail, narra le vicende di Elliot Alderson (Rami Malek), impiegato di una ditta informatica di mattina e hacker vigilante di notte, che si batte per distruggere quella che per lui è vista come la radice di tutti i mali, ovvero la E Corp, la più potente Corporazione mondiale, con l'ausilio dell'hacker group FSociety.
- Altered Carbon (2018), serie TV di Netflix realizzata da Laeta Kalogridis, basata sul romanzo cyberpunk Bay City (Altered Carbon) di Richard K. Morgan.
- Meglio di noi (2018), serie TV Netflix creata da Andrey Junkovsky.
- Cyberpunk: Edgerunners (2022), serie animata Netflix ispirata dal videogioco Cyberpunk 2077.

### Animazione
- Black Magic M-66 (1987) OAV tratto dal manga Black Magic di Masamune Shirow
- Bubblegum Crisis (1987)
  - AD Police (1990) è un OAV di tre episodi, spinoff di Bubblegum Crisis
  - Bubblegum Crash (1991) è un OAV di tre episodi, sequel diretto di Bubblegum Crisis
  - Bubblegum Crisis Tokyo 2040 (1998) è un universo alternativo alla serie originale
  - AD Police TV (1999) spinoff di Bubblegum Crisis
  - Parasite Dolls (2002)
- Akira (1988) di Katsuhiro Ōtomo
- Appleseed (1988) diretto da Kazuyoshi Katayama, primo adattamento tratto dall'omonimo manga di Masamune Shirow
- Gokū: Midnight Eye (1989) serie di due episodi diretta da Yoshiaki Kawajiri
- Angel Cop (1989-1994) serie OAV di sei episodi creata e diretta da Ichirô Sakano
- Cyber City Oedo 808 (1990) anime di Yoshiaki Kawajiri
- Genocyber (1993) tratto dall'omonimo manga di Tony Takezaki e diretto da Koichi Ohata
- Dominion (1993) di Norubu Furuse, tratto dal manga omonimo di Masamune Shirow
- Battle Angel Alita (1993) di Hiroshi Fukutomi, OAV di due puntate tratto dal manga di Yukito Kishiro
- Ghost in the Shell (1995) di Mamoru Oshii, tratto dall'omonimo manga di Masamune Shirow
  - Ghost in the Shell - L'attacco dei cyborg (2004) sequel del film del 1995
- Ghost in the Shell: Stand Alone Complex (2002-2005) serie di 52 episodi ambientata in un universo alternativo rispetto al film del 1995
- Armitage III (1995) è un anime OVA, di quattro episodi, del regista giapponese Hiroyuki Ochi.
  - Armitage III: Poly-Matrix (1997) di Takuya Satō
  - Armitage III: Dual-Matrix (2002) di Katsuhito Akiyama
- Cowboy Bebop (1998), anime prodotto da Sunrise e diretta da Shin'ichirō Watanabe.
- Serial Experiments Lain (1998) di Ryūtarō Nakamura
- Metropolis (2001) film d'animazione di Rintarō tratto dal manga omonimo di Osamu Tezuka
- Texhnolyze (2003) serie televisiva di 22 episodi diretta da Hiroshi Hamazaki
- Blame! (2003) miniserie di sette episodi tratta dall'omonimo manga di Tsutomu Nihei
- Appleseed (2004) diretto da Shinji Aramaki
  - Appleseed Ex Machina (2007) diretto da Shinji Aramaki
  - Appleseed Alpha (2014) diretto da Shinji Aramaki
- Ergo Proxy (2006), anime della Manglobe diretto da Shukō Murase
- Vexille (2007) di Fumihiko Sori
- Blassreiter (2008) serie diretta da
- Mardock Scramble (2010) diretto da Susumu Kudo e tratto dall'omonimo manga di Tow Ubukata.
- Appleseed XIII (2011) è una serie di 13 episodi di Takayuki Hamana
- Psycho-Pass (2012) è un anime di Gen Urobuchi
- Blame! (2017) di Hiroyuki Seshita
- Black Out 2022 (2017) cortometraggio che fa da prequel al film Blade Runner 2049
- Altered Carbon: Resleeved (2020) di Takeru Nakajima e Yoshiyuki Okada

## Giochi

### Giochi di ruolo
Il primo gioco di ruolo cyberpunk fu Cyberpunk 2020 (Mike Pondsmith, 1988), pubblicato dalla R. Talsorian Games e che ottenne un ottimo successo. Negli anni successivi venne supportato da diversi supplementi e da un paio di ambientazioni basate su licenza, Hardwired basata sull'omonimo romanzo di Walter Jon Williams (edito in Italia come Guerrieri dell'interfaccia) e When Gravity Falls basata sull'omonimo romanzo di George A. Effinger (edito in Italia come L'inganno della gravità). Nel 1990 venne pubblicata con altrettanto successo la seconda edizione, Cyberpunk 2020, ed altri editori tentarono di seguirne il successo, nel 1989 la ICE pubblicò Cyberspace e la FASA Shadowrun, seguiti l'anno dopo dal supplemento per GURPS GURPS Cyberpunk della Steve Jackson Games, mentre alcuni giochi di fantascienza più vecchi cercano di aggiornarsi ai temi cyberpunk, come per esempio 2300AD della GDW con il supplemento Earth/Cybertech Sourcebook (1989).
Di questi altri regolamenti l'unico altro a ottenere un buon successo fu Shadowrun, che mescola i temi del fantasy classico con quelli del cyberpunk, immaginando un futuro in cui la magia era riemersa da uno stato dormiente e che nel 2005 è arrivato alla quarta edizione. Cyberpunk venne pubblicato fino alla chiusura della R. Talsorian Games nel 2000, una terza edizione venne pubblicata dalla nuova R. Talsorian Group nel 2005, senza incontrare il successo delle precedenti edizioni.
Altri giochi di genere cyperpunk sono:
- CthulhuPunk (Chris W McCubbin, 1995) è un'altra ambientazione di GURPS che fonde i miti di Cthulhu di H. P. Lovecraft con il cyberpunk.
- Bubblegum Crisis (David Ackerman-Gray, Benjamin Wright, 1996), basato sull'anime Bubblegum Crisis e pubblicato dalla R. Talsorian Games.
- OGL CyberNet (August Hahn, 2003), ambientazione cyberpunk basata sulla Open Game Licence e pubblicata dalla Mongoose Publishing.
- Remember Tomorrow (Gregor Hutton, 2010), gioco di ruolo indie masterless (privo della tradizionale figura del master) e light-crunch (ovvero caratterizzato da regole molto semplici e intuitive), ispirato direttamente ai romanzi di William Gibson. Le meccaniche del gioco si incentrano principalmente sulla tematica dello scontro tra i protagonisti e uno spietato mondo fatto di criminali, gang rivali, megacorporazioni prive di scrupoli e simili antagonisti.
- CBR+PNK (Emanoel Melo, 2021) è un gioco di ruolo da tavolo cyberpunk che utilizza una versione minimalista dell'acclamato sistema Forged in the Dark, pensata appositamente per giocate in singola sessione (One Shot). Si gioca nei panni di una squadra di runners - mercenari, criminali, ribelli che vivono sul filo del rasoio in un mondo tetro, crudo e ultraviolento.

### Videogiochi
- Snatcher (Konami, 1988)
- Neuromancer (Interplay, 1988)
- Circuit's Edge (Infocom, 1990)
- B.A.T. 1 (Virgin Interactive, 1990)
- BloodNet (MicroProse, 1993)
- Syndicate (Electronic Arts, 1993)
- Computer Underground (Jeff Marlow/Haxoft, 1993)
- Shadowrun (Data East, 1993)
  - Shadowrun Returns (Harebrained Schemes/Paradox Interactive, 2013)
  - Shadowrun: Dragonfall (Harebrained Schemes/Paradox Interactive, 2014)
  - Shadowrun: Hong Kong (Harebrained Schemes/Paradox Interactive, 2015)
- System Shock (Origin Systems/Electronic Arts, 1994)
  - System Shock 2 (Looking Glass Studios/Electronic Arts, 1999)
- Beneath a Steel Sky (Virgin Interactive, 1994)
- DreamWeb (Empire Interactive/Creative Reality, 1994)
- Burn:Cycle (TripMedia/Philips Interactive, 1995)
- Blade Runner (Virgin/Westwood Studios, 1997)
- Nightlong: Union City Conspiracy (Trecision/Dreamcatcher Interactive/MicroProse/Team 17, 1998)
- GUNNM Memories of Mars (Banpresto 1999)
- Omikron: The Nomad Soul (Quantic Dream/Eidos Interactive, 1999)
- Deus Ex (Eidos Interactive/Ion Storm, 2000)
  - Deus Ex: Invisible War (Eidos Interactive/Ion Storm, 2004)
  - Deus Ex: Human Revolution (Eidos Interactive/Square Enix, 2011)
  - Deus Ex: Mankind Divided (Eidos Interactive/Square Enix, 2016)
- Uplink (Introversion Software, 2001)
- Rez (Sega, 2001)
- Paradise Cracked (Tri Synergy/MiST Land/Buka Entertainment, 2003)
- Enter the Matrix (Shiny Entertainment, 2003)
  - The Matrix: Path of Neo (Shiny Entertainment, 2005)
- Far Cry 3: Blood Dragon (Ubisoft, 2013)
- Remember Me (Dontnod Entertainment, 2013)
- Transistor (Supergiant Games, 2014)
- Dex (Dreadlocks Ltd, 2015)
- Satellite Reign (5 Lives Studios, 2015)
- Va-11 Hall-A: Cyberpunk Bartender Action (Sukeban Games, 2016)
- Ghost in the Shell: Stand Alone Complex - First Assault Online (Neople, 2016)
- Ruiner (Reikon Games, 2017)
- >Observer_ (Bloober Team SA, 2017)
- Detroit: Become Human (Quantic Dream, 2018)
- The Red Strings Club (Deconstructeam, 2018)
- State of Mind (Daedalic Entertainment, 2018)
- 7th Sector (Sergey Noskov, 2019)
- Spinnortality (James Patton, 2019)
- Astral Chain (Platinum Games), 2019
- Ghostrunner (One More Level), 2020
- Cyberpunk 2077 (CD Projekt RED, 2020)
- Cloudpunk (Ion Lands, 2020)

## Musica
In generi musicali come Industrial, EBM, Aggrotech e Synthwave si possono ritrovare molte tematiche o atmosfere cyberpunk; alcuni degli esponenti principali sono Clock Dva, Front Line Assembly, Covenant, Velvet Acid Christ, Front 242, Haujobb e molti altri.
- Brain Salad Surgery, album di Emerson, Lake & Palmer. Si tratta del primo album rock a tematica cyberpunk. Nel movimento finale del brano Karn Evil 9, in una immaginaria società del futuro si combatte una battaglia tra uomini e computer, vinta dai secondi.
- Cyberpunk, album di Billy Idol – Tematiche e sonorità esplicitamente cyberpunk
- Artificial Kid (Danno, Stabbyoboy, djCraim) - N. 47 album rap di chiara ambientazione e sonorità cyberpunk
- Artificial Intelligence, album del 1992 di autori vari della serie Artificial Intelligence, ambientato in un futuro prossimo con testi e sonorità cyberpunk.
- Dior DNA, brano dell'artista elettronico Eugene, dichiaratamente ispirato a Blade Runner
- Daydream Nation, album dei Sonic Youth del 1988 (nel saggio Cyberpunk, una guida schematica di Richard Kadrey e Larry McCaffery presente nell'antologia Cyberpunk a cura di Piergiorgio Nicolazzini, viene definito come "il più radicale esempio di cyberpunk musicale")
- Kid A, album dei Radiohead, ha come concept la storia del primo bambino clonato, il quale si sente alienato in un mondo di cui non si sente parte.
- 1.Outside, album di David Bowie del 1995, ha come concept le indagini del detective Nathan Adler in una decadente New York in cui l'omicidio è diventata l'ultima tendenza di arte underground.
- Microchip emozionale, album dei Subsonica.
- Dystopia, album dei Megadeth del 2016.
- Floppy Disk Overdrive, album del 2020 dell'italiano Master Boot Record rappresenta una sintesi di generi musicali come il Cyber Metal, la Synthwave, il Chiptune ed il Darksynth.